# Оперная труппа Башкирского государственного театра оперы и балета

Оперная труппа Башкирского государственного театра оперы и балета.
В список входят оперные певцы и певицы, входящие и входившие в труппу Башкирского государственного театра оперы и балета в разные периоды его существования.

## Руководство оперной труппы
- Романова Инна Юрьевна— директор оперной труппы, заслуженная артистка Башкортостана

## Сопрано
- Аминова Резида Рашитовна (лирическое сопрано) — лауреат международного и открытых республиканских конкурсов

- Алькина Эльвира Рифгатовна (лирико-колоратурное сопрано) — лауреат международных, призёр открытого республиканского конкурсов

- Ахметзарипова Эльмира Назифовна (лирическое сопрано) — заслуженная артистка России

- Ахметова Лариса Юрьевна (сопрано/меццо-сопрано) — заслуженная артистка Башкортостана, дипломант международного и лауреат открытых республиканских конкурсов

- Бутолина Галина Юрьевна (лирико-колоратурное сопрано)- заслуженная артистка Башкортостана, лауреат международного конкурса

- Габидуллина Альбина Разилевна (драматическое сопрано)

- Каримова Альфия Заквановна (лирико-колоратурное сопрано) — заслуженная артистка Башкортостана, лауреат международных и всероссийских конкурсов, номинант Национальной театральной премии «Золотая Маска»

- Кузнецова Ирина Вячеславовна (лирико-драматическое сопрано)

- Латыпова Алина Тагировна (лирико-колоратурное сопрано) — лауреат международных конкурсов

- Мамедова Татьяна Султановна (лирико-драматическое сопрано)

- Михайлюк Татьяна Александровна (лирико-колоратурное сопрано) — заслуженная артистка Башкортостана

- Нарынбаева Гульнур Усмановна (лирико-драматическое сопрано) — лауреат открытых республиканских конкурсов

- Орфеева, Ляля Габдулловна (драматическое сопрано) — народная артистка Башкортостана

- Потехина Лариса Николаевна (лирико-колоратурное сопрано)

- Романова Инна Юрьевна (лирико-драматическое сопрано) — заслуженная артистка Башкортостана

- Фатыхова Эльвира Мидхатовна (лирико-колоратурное сопрано) — лауреат международного и открытого республиканского конкурсов, Народная Артистка Башкортостана

- Хамбалеева, Альфия Саяровна (драматическое сопрано) (02.02.1963-03.08.2013) — заслуженная артистка Башкортостана, лауреат международного конкурса

- Халикова Лилия Фаязовна (лирико-колоратурное сопрано) — лауреат международного и открытого республиканского конкурсов

- Хуснутдинова Олеся Ильфатовна (лирико-драматическое сопрано) — лауреат республиканского конкурса

- Чеплакова Галина Владимировна (сопрано) — лауреат международных и открытых республиканских конкурсов

## Меццо-сопрано
- Абдразакова Елена Викторовна (меццо-сопрано)

- Аргинбаева, Светлана Робертовна (меццо-сопрано) — народная артистка Башкортостана, лауреат международного конкурса

- Буторина Любовь Владимировна (меццо-сопрано)

- Гайфуллина Марина Сергеевна (меццо-сопрано)

- Лейше Катерина Маратовна (меццо-сопрано) — лауреат международного и открытого республиканского конкурсов

- Маслова Наталья Евгеньевна (меццо-сопрано) — заслуженная артистка Башкортостана, дипломант всероссийского и лауреат республиканского конкурсов

- Никанорова, Татьяна Леонидовна (меццо-сопрано) — народная артистка Башкортостана, лауреат международного конкурса
- Салигаскарова, Магафура Галиулловна (башк. Мәғәфүрә Ғәлиулла ҡыҙы Сәлиғәскәрова; род. 20 ноября 1922) — башкирская оперная певица (меццо-сопрано). Заслуженная артистка Башкирской АССР (1949) и РСФСР (1955), Народная артистка Башкирской АССР (1951) и РСФСР (1957).

## Тенора
- Белов Владимир Викторович (лирико-драматический тенор) — заслуженный артист России, народный артист Башкортостана, лауреат международных конкурсов

- Валиев Ильгам Фагимович (лирический тенор) — заслуженный артист Башкортостана, лауреат открытых республиканских конкурсов, лауреат Государственной молодёжной премии им. Ш.Бабича, лауреат Национальной театральной премии «Золотая маска»

- Ижболдин, Хамидулла Абдурахимович (драматический тенор) — народный артист Башкортостана

- Каюмов Алим Абдуллажанович (лирический тенор) — лауреат международного, всероссийского, региональных и республиканских конкурсов

- Крыжский Дмитрий Олегович (лирический тенор) — лауреат всероссийских и открытого республиканского конкурсов

- Орфеев Владимир Юрьевич (лирический тенор)

- Салихов Фанави Зикафович (лирический тенор) — заслуженный артист России, народный артист Башкортостана

- Сулейманов Салих Фарихович (лирический тенор) — заслуженный артист Башкортостана

- Хакимов Ильгиз Маратович (лирический тенор)

- Шилов Дмитрий Николаевич (драматический тенор)

## Баритоны
- Абдульманов Ямиль Абдулахатович (баритон) — заслуженный артист России и Башкортостана, лауреат международного конкурса, лауреат премий им. М.Акмуллы и М.Уметбаева

- Валиев Закир Маратович (лирический баритон) — дипломант международного, лауреат всероссийских конкурсов, обладатель золотой и серебряной медалей Дельфийских игр

- Копытов Владимир Николаевич (баритон) — заслуженный артист Башкортостана, лауреат всероссийского и открытого республиканского конкурса, номинант Национальной театральной премии «Золотая Маска»

- Лейше Ян Харалдович (лирический баритон) — лауреат международного и открытого республиканского конкурсов

- Кучуков Раиль Фазылович (драматический баритон) — заслуженный артист России, народный артист Башкортостана, лауреат Республиканской пр

- Мусаллямов Рустам Фанурович (баритон)

- Хабибуллин Руслан Аминович (баритон) — заслуженный артист России и Башкортостана, лауреат республиканского конкурса

## Басы
- Аскаров, Салават Ахметович (бас) — народный артист России и Башкортостана, лауреат Государственной премии им. С.Юлаева

- Каипкулов, Артур Ишбулдович (бас) — заслуженный артист Башкортостана, лауреат международного и открытых республиканских конкурсов

- Кильмухаметов Олег Зуфарович (бас) — заслуженный артист Башкортостана, лауреат республиканского конкурса

- Лихачёв Олег Николаевич (бас)

- Родионов Геннадий Степанович (бас) — заслуженный артист России, народный артист Башкортостана, лауреат международного, всесоюзного и всероссийского конкурсов, лауреат Республиканской премии им. Г.Саляма

- Шарипов, Марат Сабитович (бас) — народный артист Татарстана, заслуженный артист Башкортостана, лауреат международного и всероссийского конкурсов

## Концертмейстеры оперной труппы
- Газимова Олия Мухаматнуровна — заслуженная артистка Башкортостана

- Кадрова Елена Юрьевна

- Каримова Гульшат Мунировна — заслуженная артистка Башкортостана, дипломант открытого республиканского конкурса

- Коломоец Людмила Борисовна — заслуженная артистка Башкортостана, дипломант международного и лауреат открытых республиканских конкурсов

- Хлёсткина Мария Андреевна

- Шавырова Маргарита Евгеньевна